# コバルトの季節の中で
「コバルトの季節の中で」（コバルトのきせつのなかで）は、沢田研二の17枚目のシングル。1976年9月10日にポリドール・レコードより発売された。

## 解説
作詞の小谷夏（こたに なつ）とは演出家の久世光彦のペンネーム。この曲の他に、久世が沢田に提供した楽曲は、アルバム『チャコール・グレイの肖像』の収録曲「ジョセフィーヌのために」がある。

## 収録曲
1. コバルトの季節の中で（4分04秒）
  - 作詞︰小谷夏／作曲︰沢田研二／編曲︰船山基紀
2. 夕なぎ（4分10秒）
  - 作詞︰山上路夫／作曲︰加瀬邦彦／編曲︰船山基紀

## 参加ミュージシャン
- ケニー・ウッド・オーケストラ

## 沢田研二の関連作品
- チャコール・グレイの肖像

## カバー
- 岩崎宏美 - Dear Friendsに収録。
- 木村好夫とザ・ビィアーズ - ギターインストゥルメンタル。